# Catarhoe yokohamae
Catarhoe yokohamae är en fjärilsart som beskrevs av Butler 1881. Catarhoe yokohamae ingår i släktet Catarhoe och familjen mätare. Inga underarter finns listade i Catalogue of Life.